# Panulirus echinatus

Panulirus echinatus Smith är en kräftdjursart.

## Beskrivning
Grundfärgen är brun med vita, runda fläckar. Hanarna blir 19 cm, honorna 15 cm. 39 cm långa exemplar har förekommit. 
Carapaxen hos romstinna honor är 5 … 10 cm. Äggen bärs där i flera månader, innan de kläcks. Larverna kallas phyllosoma.
Som alla hummerartter är även denna nattaktiv. På dagen gömmer den sig i skrevor mellan stenarna på bottnen. Saknar klor på de främre benen, som den förflyttar sig med.
I de flesta bestånden finns det fler hanar än honor.

## Habitat
Vistas kring mellersta Atlantens öar och kusten av nordöstra Brasilien.

## Biotop
Håller till på vattendjup från 0 och ner till max 35 m, men oftast inte djupare än 25 m. Helst söker den sig till områden med stenig botten.
IUCN kategoriserar arten globalt som livskraftig.
Inga underarter finns listade i Catalogue of Life.

## Mera läsning
- Helmut Debelius: Krebs-Führer. Garnelen, Krabben, Langusten, Hummer, Fangschreckenkrebse. Jahr Top förlag, januari 2000, ISBN 3 86132 504 7 (På tyska)
- T. Orell: ITIS: The Integrated Taxonomic Information System. (På engelska)